# روي هينسون
روي هينسون (بالإنجليزية: Roy Hinson)‏ مواليد 2 مايو 1961 في ترنتون، هو لاعب كرة سلة أمريكي سابق. بدأ مسيرته الاحترافية في سنة 1983. تم اختياره من قبل فريق كليفلاند كافالييرز خلال الدرافت. يبلغ طوله 6 قدم 9 بوصة (2.1 م). اعتزل اللعب في 1991. أحرز خلال مسيرته في الإن بي إيه 7206 نقطة بمعدل 14.2 نقطة في المباراة الواحدة.

## المسيرة الاحترافية
لعب مع كليفلاند كافالييرز من سنة 1983 إلى 1986، ثم لعب مع فيلادلفيا سفنتي سيكسرز من سنة 1986 إلى 1988، ثم لعب مع بروكلين نتس من سنة 1987 إلى 1991.

## روابط خارجية
- روي هينسون على موقع إن بي أي (الإنجليزية)
- روي هينسون على موقع سبورتس رفرنس (الإنجليزية)
- روي هينسون على موقع كلية كرة السلة في سبورتس رفرنس.كوم (الإنجليزية)
- روي هينسون على موقع ريلجم (الإنجليزية)
- روي هينسون على موقع بروبوليرز (الإنجليزية)